# Khaled Saad
Khaled Saad (en árabe: خالد سعد سالم الملطعة‎; Zarqa, Jordania; 14 de noviembre de 1981) es un exfutbolista de Jordania que jugaba en la posición de centrocampista.

## Carrera

### Club
| Periodo   | Club                |
| --------- | ------------------- |
| 1999-2007 | Al-Faisaly Amman    |
| 2007–2008 | Zamalek SC          |
| 2008–2009 | Nejmeh SC           |
| 2009-2011 | Al-Faisaly Amman    |
| 2012–2013 | Manshia Bani Hassan |
| 2013      | Salalah SC          |
| 2014      | Fanja SC            |

### Selección nacional
Jugó para Jordania en 47 ocasiones de 2002 a 2008 y anotó cinco goles; participó en la Copa Asiática 2004.

## Logros
- Liga Premier de Jordania (6): 1999, 2000, 2001, 2002-03, 2003-04, 2009-10
- Copa de Jordania (5): 1999, 2001, 2002-03, 2003-04, 2004-05
- Copa FA Shield de Jordania (3): 2000, 2009, 2011
- Supercopa de Jordania (3): 2002, 2004, 2006
- Copa AFC (2): 2005, 2006
- Copa de Egipto (1): 2007-08
- Liga Premier de Líbano (1): 2008-09
- Copa del Sultán Qabus (1): 2013-14

## Estadísticas

### Goles con selección nacional
| # | Fecha      | Sede                                                | Rival    | Marcados | Resultado | Torneo                                   |
| - | ---------- | --------------------------------------------------- | -------- | -------- | --------- | ---------------------------------------- |
| 1 | 23-7-2004  | Shandong Provincial Stadium, Jinan, Shandong, China | Kuwait   | 1–0      | 2-0       | Copa Asiática 2004                       |
| 2 | 20-10-2004 | Trípoli, Libia                                      | Ecuador  | 3–0      | 3-0       | Amistoso                                 |
| 3 | 16-11-2005 | Mikheil Meskhi Stadium, Tbilisi, Georgia            | Georgia  | 2–1      | 2-3       | Amistoso                                 |
| 4 | 10-11-2006 | Punjab Stadium, Lahore, Pakistán                    | Pakistán | 3–0      | 3-0       | Clasificación para la Copa Asiática 2007 |
| 5 | 20-6-2007  | Amman International Stadium, Amán, Jordania         | Líbano   | 2–0      | 3-0       | Campeonato de la WAFF 2007               |